# Tadeusz Lewkowicz
Tadeusz Franciszek Lewkowicz (ur. 28 lipca 1899 w Zimnej Wodzie k. Lwowa, zm. 1 marca 1993 w Londynie) – polski wojskowy, pułkownik dyplomowany, oficer lotnictwa – obserwator/nawigator.

## Życiorys
Urodził się we wsi Zimna Woda k. Lwowa w wielodzietnej rodzinie. W 1914 roku skończył szkołę powszechną im. Konarskiego we Lwowie i rozpoczął naukę zawodu w warsztatach kolejowych. W 1915 roku podjął naukę w Państwowym Seminarium Nauczycielskim we Lwowie, którą przerwał z powodu powołania do wojska.
W dniu 10 marca 1917 roku został wcielony do 24 pułku piechoty armii austro-węgierskiej, po przeszkoleniu podstawowym skierowany został w składzie 11 kompanii polowej na front włoski, gdzie od czerwca do października 1917 roku brał udział w walkach nad rzeką Isonzo w Alpach. Po czym pułk został przerzucony na teren Bukowiny i wziął udział w ofensywie na terenie Ukrainy, dochodząc do Morza Azowskiego. Pod koniec wojny pułk stacjonował w rejonie Czerniejowic, gdzie zaczęły się koncentrować oddziały austriackie, w których większość stanowili Ukraińcy. W związku z taką sytuacją w dniu 28 października 1918 roku z grupą Polaków zdezerterował i udał się do Lwowa.
Po dotarciu do Lwowa, grupa zgłosiła się do dowództwa obrony Lwowa i już na początku listopada bierze udział w obronie Lwowa na odcinku V „Szkoła Sienkiewicza” i IV „Dworzec Główny”. 19 listopada 1919 roku dostał przydział do pociągu pancernego nr 3 jako obsługa karabinu maszynowego i bierze udział w walkach tego pociągu w czasie obrony Lwowa i walk o Przemyśl i na Ziemi Przemyskiej. W dniu 24 grudnia 1919 roku zostaje zwolniony z wojska w celu kontynuowania nauki.
W 1920 roku zdaje maturę, na wezwanie Rady Obrony Państwa w dniu 1 lipca 1920 roku wstępuje na ochotnika do wojska i zostaje dowódcą drużyny karabinów maszynowych 205 Ochotniczego pułku artylerii polowej a następnie wyrusza na front, biorąc udział w wojnie polsko-bolszewickiej. Za zasługi w walkach otrzymał pochwałę i został mianowany do stopnia kaprala. Po zakończeniu działań bojowych w grudniu 1920 roku został zdemobilizowany. Podjął wtedy studia na Politechnice Lwowskiej, lecz ukończył tylko jeden rok i zrezygnował z dalszej nauki. Po czym został nauczycielem w szkole powszechnej w Maniewiczach.
W 1922 roku ponownie wstąpił do wojska i od 4 października rozpoczął naukę w Szkole Podchorążych dla Podoficerów w Bydgoszczy, którą ukończył w 1924 roku otrzymując stopień podporucznika. Otrzymał wtedy przydział do 53 pułku piechoty w Stryju, gdzie przez dwa lata pełnił służbę, odbywając staż w piechocie.
W 1926 roku złożył podanie o przeniesienie do lotnictwa i po zakwalifikowaniu przez komisję lotniczo-lekarską w dniu 14 kwietnia 1926 roku został przydzielony do 11 pułku myśliwskiego w Lidzie na kurs aplikacyjny pilotażu. Po wypadku lotniczym w czasie którego ulega rozbiciu prowadzony przez niego samolot, rezygnuje z nauki pilotażu i przenosi się do Oficerskiej Szkoły Lotnictwa w Grudziądzu na kurs obserwatorów, który kończy w lipcu 1927 roku. Po czym zostaje skierowany do 2 pułku lotniczego, gdzie był obserwatorem w 22 eskadrze lotniczej, wtedy też został przeniesiony z korpusu oficerów piechoty do korpusu oficerów lotnictwa. W grudniu 1927 roku został adiutantem dowódcy pułku, a w styczniu 1928 roku udał się na kurs łączności do Centrum Wyszkolenia Łączności w Zegrzu. Po powrocie z kursu został skierowany w maju do 11 pułku myśliwskiego, a potem do 5 pułku lotniczego, gdzie dowodził plutonem łączności i pełnił obowiązki dowódcy plutonu foto. W 1929 został adiutantem dowódcy pułku. Latem i jesienią 1929 roku na zlecenie Wojskowego Instytutu Geograficznego wykonywał pionowe zdjęcia Podlasia, które zostały ocenione przez instytut jako wzorowe.
W latach 1930–1933 był dowódcą eskadry szkolnej 5 pułku i oficerem taktycznym 55 eskadry liniowej, od 7 lipca 1933 roku był organizatorem i pierwszy dowódcą utworzonej 56 eskadry towarzyszącej. W okresie od listopada 1934 do maja 1935 roku pełnił obowiązki dowódcy Dywizjonu Szkolnego, a następnie dowodził plutonem w 56 eskadrze.
3 listopada 1936 roku został skierowany na pierwszy kurs Wyższej Szkoły Lotniczej w Warszawie, którą ukończył w listopadzie 1937 roku. Następnie był w niej wykładowcą.
W dniu 28 sierpnia 1939 roku dostał przydział mobilizacyjny do sztabu lotnictwa Armii „Prusy”, gdzie objął stanowisko oficera operacyjnego. Od 9 września po rozbiciu pod Iłżą Armii „Prusy” przedziera się w kierunku granicy węgierskiej, którą przekroczył w dniu 19 września 1939 roku. W Budapeszcie otrzymał w polskiej ambasadzie otrzymuje fałszywe dokumenty i na ich podstawie przez Włochy wyjechał do Francji.
W dniu 15 listopada 1939 roku dotarł do bazy lotnictwa polskiego w Lyonie, gdzie otrzymał zadanie organizowania szkolenia podstawowego dla młodych żołnierzy. 4 marca 1940 roku został mianowany drugim zastępcą Komendanta Centrum Wyszkolenia Lotniczego, na stanowisku tym pozostał do czasu upadku Francji.
Po ewakuacji do Wielkiej Brytanii początkowo był członkiem komisji weryfikacyjnej w punkcie zborny lotnictwa polskiego w Blackpool, po czym odbył przeszkolenie nawigacyjne oraz szkolenie przedoperacyjne i w dniu 8 grudnia 1941 roku na własną prośbę otrzymał przydział bojowy do 301 dywizjonu bombowego jako nawigator. Od 8 grudnia 1941 roku wykonywał loty bojowe na cele w północno-zachodniej Europie. 25 marca 1942 roku został ranny w wypadku lotniczym. Po pobycie w szpitalu powrócił do dywizjonu 21 kwietnia 1942 i pełnił w nim służbę do 9 maja 1942 roku, lecz nie uczestniczył już w lotach bojowych. Za loty bojowe został odznaczony Krzyżem Walecznych.
W maju 1942 roku został skierowany do Londynu, gdzie był organizatorem kursu skoczków ochotników do zrzutów do kraju. Po czym został przydzielony do wydziału studiów Inspektoratu Polskich Sił Powietrznych. 1 czerwca 1943 roku został szefem Wydziału Personalnego Inspektoratu Polskich Sił Powietrznych. W okresie od 15 września do października 1944 roku był członkiem Polskiej Grupy Planowania i Współpracy przy brytyjskim Ministerstwie Lotnictwa. Po czym w okresie od 11 października do 6 grudnia 1944 roku przebywa na Oficerskim Kursie Zaopatrzenia w brytyjskiej szkole w Hennington, a po jego ukończeniu zostaje szefem Wydziału Zaopatrzenia w Dowództwie Lotnictwa.
Po zakończeniu wojny pozostał na stanowisku szefa Wydziału Zaopatrzenia, a w dniu 14 marca 1946 roku został szefem demobilizacji Polskich Sił Powietrznych. Sam został zdemobilizowany w dniu 16 kwietnia 1947 roku. Postanawia pozostać na emigracji i wstępuje do Lotniczego Korpusu Przysposobienia i Rozmieszczenia, gdzie kończy kurs hotelarski. Po zwolnieniu z Korpusu przystąpił do polskiej spółki Fleet Laundry Hamstead Ltd. W 1969 roku przeszedł na emeryturę.
W 1961 roku przyjął obywatelstwo brytyjskie. Przez cały też okres pobytu był aktywnym członkiem organizacji kombatanckich i niepodległościowych.
Zmarł w londyńskim szpitalu Whittington. Zgodnie z wolą został pochowany w mundurze na cmentarzu Highgate.

## Awanse
- podporucznik (1 sierpnia 1924)
- porucznik (20 września 1926)
- kapitan (1 stycznia 1934)
- major ze starszeństwem z 19 marca 1938 i 13. lokatą w korpusie oficerów lotnictwa, grupa liniowa[2]
- podpułkownik (1 marca 1943)
- Wing Commander (1 września 1944) – stopień brytyjski odpowiednik polskiego stopnia podpułkownika
- pułkownik (1 stycznia 1964) – stopień nadany przez polski rząd na emigracji

## Ordery i odznaczenia
- Krzyż Walecznych
- Srebrny Krzyż Zasługi (16 stycznia 1926)[3]